# Armadillo platypleon
Armadillo platypleon is een pissebed uit de familie Armadillidae. De wetenschappelijke naam van de soort is voor het eerst geldig gepubliceerd in 1986 door Schmalfuss.